# Jan Bernášek
 Jan Bernášek (* 31. května 1986) je český šachový velmistr.

## Kariéra
Šachy začal hrát Jan Bernášek v druhé třídě základní školy. K jednomu z prvních velkých mezinárodních turnajů, kterých se Jan zúčastnil, patřil 13. Schwarzanach Open v roce 1998, kde sbíral místo úspěchů zatím jen potřebné zkušenosti. Jan Bernášek několikrát reprezentoval Českou republiku na světových šampionátech mládeže. Na 22. Evropském mistrovství klubů 2006 v Rakousku obsadil s družstvem Bauset Pardubice 9. místo. V březnu 2013 si uhrál 2. velmistrovskou normu v 1. české lize v barvách ŠK ERA Poštovní spořitelna a vzápětí 3. velmistrovskou normu v rakouské bundeslize a byl mu udělen titul šachový velmistr.

## Česká extraliga
Od začátku působení v České extralize je věrný Pardubicím, kde hraje v klubu Rapid Pardubice. Podílel se tak na zisku 3 mistrovských titulů.
| Sezona  | Pořadí | Klub               | Elo  | Šachovnice | Počet bodů | Odehráno partií | % úspěšnost |
| ------- | ------ | ------------------ | ---- | ---------- | ---------- | --------------- | ----------- |
| 2003-04 | 4.     | Bauset Pardubice   | 2365 | 7.         | 4          | 11              | 36,36       |
| 2004-05 | 1.     | Bauset Pardubice   | 2384 | 6.         | 9          | 11              | 81,82       |
| 2005-06 | 1.     | Bauset Pardubice   | 2440 | 6.         | 6,5        | 11              | 59,09       |
| 2006-07 | 1.     | RC Sport Pardubice | 2470 | 7.         | 7,5        | 11              | 68,18       |
| 2007-08 | 4.     | RC Sport Pardubice | 2530 | 5.         | 6          | 11              | 54,55       |
| 2008-09 | 3.     | RC Sport Pardubice | 2443 | 5.         | 6          | 11              | 54,55       |
| 2009-10 | 3.     | SAGINA Pardubice   | 2476 | 6.         | 5          | 11              | 45,45       |
| 2010-11 | 4.     | ŠK Rapid Pardubice | 2490 | 6.         | 5          | 11              | 45,45       |
| 2011-12 | 2.     | ŠK Rapid Pardubice | 2464 | 9.         | 8.5        | 11              | 87,27       |
| 2012-13 | 2.     | Rapid Pardubice    | 2506 | 7.         | 5.5        | 7               | 78,57       |
| 2013-14 | …      | Rapid Pardubice    | 2545 | 8.         | …          | …               | …           |

## Herní styl
Jan Bernášek nepatří mezi šachové teoretiky, je spíše vyznavačem improvizace a momentu překvapení. Je výborným praktikem, taktikem a šachovým bojovníkem. Soupeři je hodnocen jako mistr protiútoku. V mnoha partiích to již vypadá, že je s Honzou konec, ten však bojuje a trpělivě čeká na svou příležitost a soupeřovo zakolísání.

## Největší úspěchy
- trojnásobný vítěz Extraligy družstev ČR 2004/2005 a 2005/2006 s družstvem Bauset Pardubice a v sezoně 2006/2007 s družstvem RC Sport Pardubice. V roce 2010 vyhrál mezinárodní turnaj Open Teplice.